# Aristodemo di Nisa il Giovane
Aristodemo di Nisa il Giovane (in greco antico: Ἀριστόδημος?, Aristódēmos; Nysa, I secolo a.C. – ...) è stato un grammatico greco antico.
Fu insegnante di retorica di Pompeo e dei suoi figli.
Nato a Nisa in Caria da una famiglia di intellettuali e grammatici, era parente di Aristodemo di Nisa il Vecchio, che era stato pupillo di Aristarco di Samotracia ed insegnante di Strabone. Le poche notizie che si hanno sulla sua vita lo fanno insegnante in una delle grandi metropoli del sapere antico, Rodi. Durante un viaggio a Roma intorno al 55 a.C., ebbe l'opportunità di conoscere il console romano Pompeo, che gli affidò l'educazione dei suoi due figli, secondo quanto scrive Strabone nella sua Geografia (XIV-5). In seguito, Aristodemo aprì una scuola nella sua città di Nysa, sul Meandro, in Asia minore.
Fu amico dello scrittore e poeta Partenio di Nicea.
Fu autore di una Storia in almeno cinque volumi, di cui una parte ci è giunta grazie ad un manoscritto del Monte Athos che ne ha conservato alcuni frammenti (libri IV e V). Negli ultimi due libri della Storia che ci sono giunti, vengono raccontati gli eventi che vanno dalla guerra dei greci contro i persiani del re Serse I, fino ai primi giorni della guerra del Peloponneso.  
Scrisse anche, secondo Mommsen, una Retorica della lusinga in cui cercò di dimostrare al pubblico romano, in una sfida retorica, che Omero era romano. Infine, gli viene attribuita una Raccolta mitologica.